# Дугашев, Газиз Ниязович
Газиз Ниязович Дугашев (20 декабря 1917, Алма-Ата — 13 апреля 2008, Москва) — советский дирижёр, педагог, Народный артист Казахской ССР. 

## Биография
Родился в уйгурской семье 20 декабря 1917 года в Алма-Ате.
В 1939 году после окончания Алма-Атинского музыкального училища по классу скрипки у профессора Лессмана работал в симфоническом оркестре Казахской филармонии, а затем — в Уйгурском театре.
В 1936 году участвовал в Первой декаде казахского искусства в Москве.
Воевал под Москвой в 35-й Сталинской бригаде, в декабре 1941 года был ранен. Награждён медалью «За боевые заслуги» и Орденом Отечественной войны.
В мае 1942 года вернулся в Алма-Ату. Из-за ранения не мог играть на скрипке, поэтому работал ассистентом дирижёра В. И. Пирадова в Театре оперы и балета им. Абая, а с 1943 года — дирижёром. В 1948 году поступил в Московскую консерваторию в класс дирижирования профессора Н. П. Аносова и прошел курс обучения по индивидуальной программе за два с половиной года.
В 1951 году был назначен главным дирижёром Театра оперы и балета имени Абая. Стал лауреатом III Международного фестиваля молодежи в Берлине.
После победы на конкурсе дирижёров в Большом театре был принят в труппу и работал там с октября 1951 по 1959 год, где дирижировал операми «Риголетто», «Чио-Чио-сан», «Фауст», «Сорочинская ярмарка», «Кармен», с участием известных певцов Андрея Иванова, Елизаветы Шумской, Ивана Петрова, Ивана Козловского, балетами «Красный мак», «Мирандолина». Осуществил новые постановки балета Лео Делиба «Фадетта» и балета «Шурале» татарского композитора Фарида Яруллина, главные партии в котором исполнили Майя Плисецкая и Юрий Кондратов.
В 1957-1958 годах был командирован Министерством культуры СССР в Алма-Ату для подготовки второй декады Казахского искусства в Москве, прошедшей с большим успехом в декабре 1958 года. Дугашев был награждён орденом Трудового красного знамени, годом раньше получил звание народного артиста Казахской ССР.
Продолжил работу в Большом театре. Также трудился в Киевском театре оперы и балета им. Т. И. Шевченко (1959 — 1962) и Большом театре оперы и балета Белорусской ССР (1966 — 1968). С 1963 по 1966 год руководил Симфоническим оркестром кинематографии в Москве.
С 1968 по 1972 год работал в Театре оперы и балета им. Абая в должности директора-художественного руководителя. При нём были поставлены многие балеты и оперы казахских композиторов и западноевропейских классиков.
За постановку оперы Мейтуса «Братья Ульяновы» награждён орденом Знак почета (1971) и званием лауреата Государственной премии Казахской ССР (1972).
Много гастролировал с симфоническими концертами по стране и за рубежом. С ним выступали известные пианисты Татьяна Николаева, Евгений Малинин, Виктор Мержанов, скрипачи Эдуард Грач и Леонид Коган, виолончелисты Мстислав Ростропович, Наталия Гутман и Наталия Шаховская, певицы Леокадия Масленникова и Роза Джаманова. Родион Щедрин играл свой первый концерт для фортепиано с оркестром.
С 1974 по 1982 год работал главным дирижёром Дирекции музыкальных коллективов Государственного радио и телевидения.
Преподавал в Московской, Минской и Алма-Атинской консерваториях. С 1982 года был профессором кафедры оркестрового дирижирования Московского государственного университета культуры и искусств.
Умер 13 апреля 2008 года на 91-м году жизни в Москве, похоронен на Хованском кладбище в Москве.

## Награды
- Орден Отечественной войны II степени (1985)
- Орден «Знак Почёта» (1971)
- Орден Трудового Красного Знамени (1959) — за выдающиеся заслуги в развитии казахского искусства и литературы и в связи с декадой казахского искусства и литературы в гор. Москве
- Медаль За освоение целинных земель (1956)
- Медаль «За боевые заслуги» (1948)
- Народный артист Казахской ССР
- Юбилейная медаль «Тридцать лет Победы в Великой Отечественной войне 1941—1945 гг.»
- Юбилейная медаль «Двадцать лет Победы в Великой Отечественной войне 1941—1945 гг.»

## Репертуар
Оперы
«Иоланта», «Евгений Онегин», «Пиковая дама» П. И. Чайковского, «Фауст» Ш. Гуно, «Аида», «Бал-маскарад», «Риголетто», «Травиата» Д. Верди, «Богема», «Чио-чио-сан» Пуччини, «Лючия де Ламермур» Доницетти, «Кармен» Бизе, «Руслан и Людмила» М. И. Глинки и «Царская невеста» Н. А. Римского-Корсакова, «Сорочинская ярмарка» М. П. Мусоргского, «Биржан и Сара» М. Т. Тулебаева, «Дударай» Е. Г. Брусиловского, «Абай» А. К. Жубанова и Л. А. Хамиди, «Назугум» К. Х. Кужамьярова.
Балеты
«Бахчисарайский фонтан» Б. В. Асафьева, «Ромео и Джульетта» С. С. Прокофьева, «Красный мак» Р. М. Глиэра, «Мирандолина» С. Н. Василенко, «Фадетта» Л. Делиба, «Шурале» Ф. З. Яруллина, «Альпийская баллада» Е. А. Глебова, «Черное золото» В. Б. Гомоляки.

## Фильмография
- 1964 — Вызываем огонь на себя
- 1964 — Ко мне, Мухтар!
- 1964 — Председатель
- 1965 — Дети Дон Кихота
- 1965 — Чистые пруды
- 1965 — Пьер — сотрудник милиции
- 1966 — Скверный анекдот
- 1966 — Шуточка
- 1966 — Сказка о царе Салтане
- 1966 — Тени старого замка
- 1966 — Женщины
- 1970 — Конец атамана
- 1979 — Камертон